# Pacifische zaadmier
De Pacifische zaadmier (Tetramorium pacificum) is een mierensoort uit de onderfamilie van de Myrmicinae. De wetenschappelijke naam van de soort is voor het eerst geldig gepubliceerd in 1870 door Mayr.